# ココナツ島 (ハワイ島)

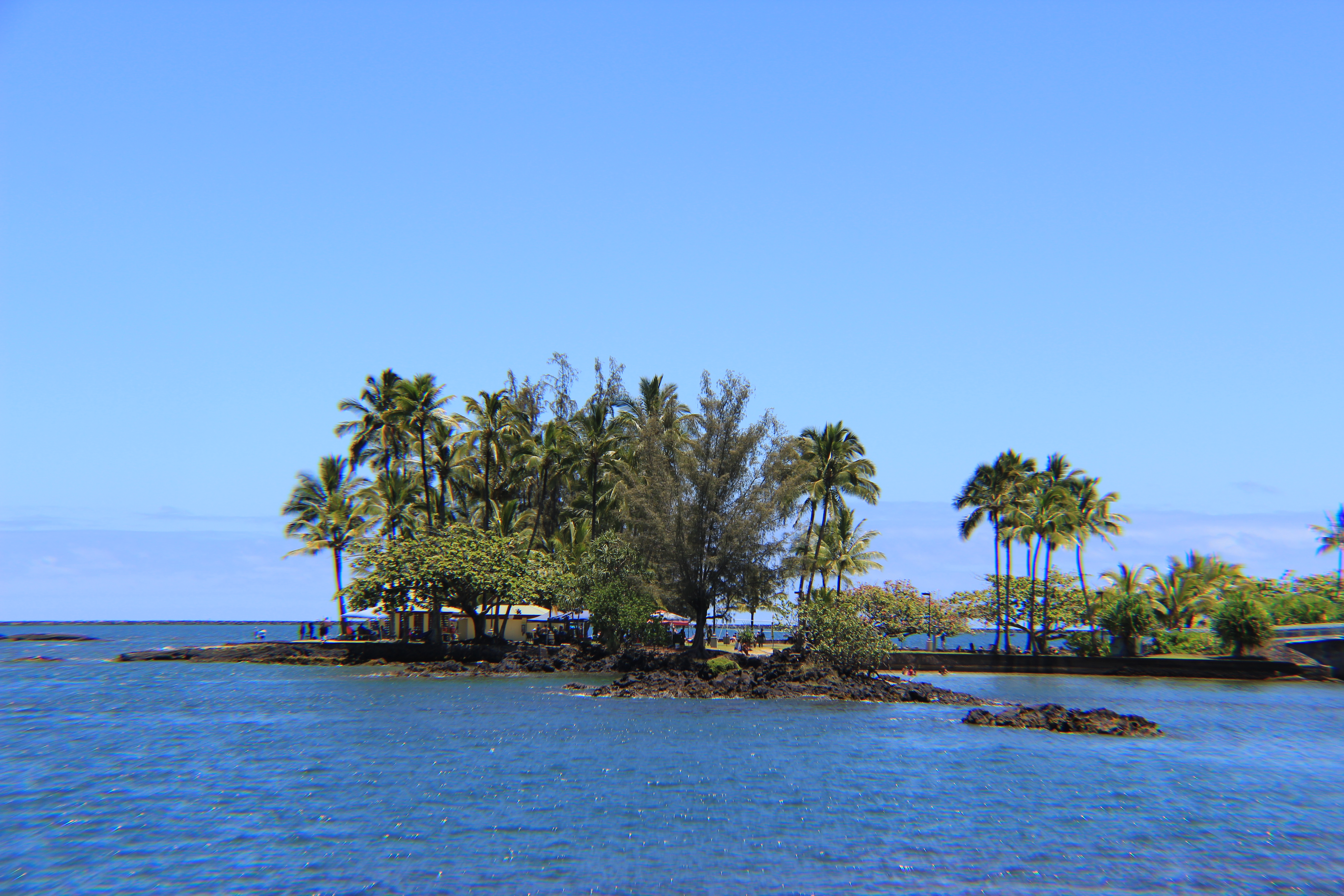
リリウオカラニ公園から見えるココナツ島

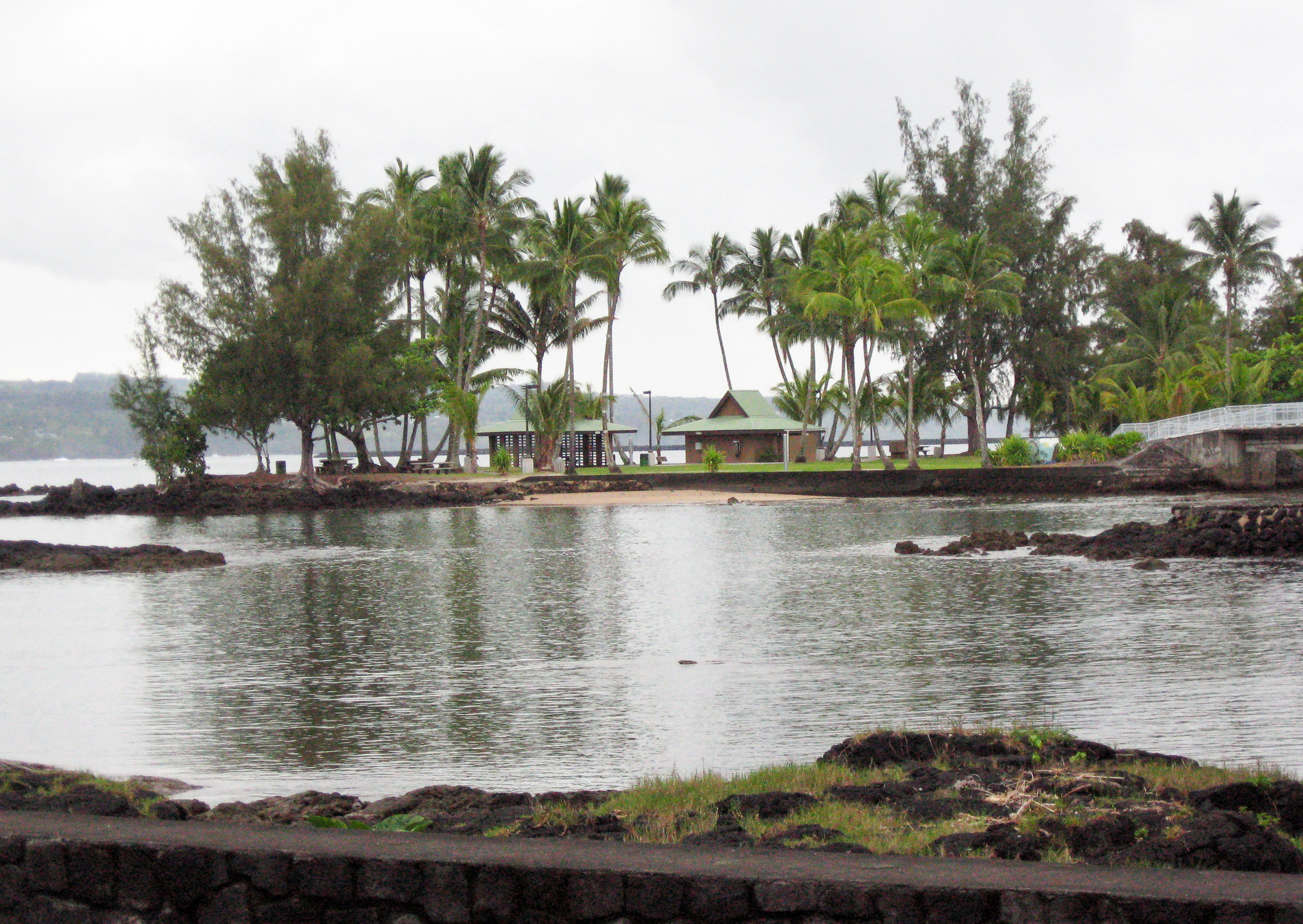
バニヤン通りから出ているリヒワイ通りからココナツ島を見る。

ココナツ島（英語: Coconut Island (Hawaii Island)）はハワイ語でモク・オラ（Moku Ola）とも呼ばれ、アメリカ合衆国ハワイ州ハワイ島東部の町ヒロの海に浮かぶ小さな島で、ハワイ先住民の聖地であり、バニヤン通りから小さな歩道橋で渡ることができる。

## 概要
ココナツ島は「モク・オラ」とも呼ばれ、ハワイ島のヒロにあるリリウオカラニ公園から少し離れた、ヒロ湾に浮かぶ小さな島である。それは小さな公園であり、歩道橋を通して本島に接続されている。小さな島にかかわらず、大きな芝生の広場、ピクニック・エリア、トイレ設備、いくつかの小さな砂浜がある。そこのタワーからヒロ湾の海に飛び込むのは、皆さんに人気のレクリエーション活動である。
モク・オラという名前はハワイ語から「癒しの島」または「生命の島」と訳される。モクは「島」を意味し、オラは「人生」を意味し、ここは癒しのための古代の聖地であった。場所は、バニヤン通りの外れにある。
伝説によれば、病気や体調不良の人はモク・オラで3回泳ぎ回ると癒されるという。古代には、モク・オラはプウホヌア（避難場所）であり、そこでは先住民やその戦士たちが自分自身を「生まれ変わらせる」ことができた。また、多くのハワイ先住民は子供のピコ（臍帯）をここの平らな岩の下に埋めて、ネズミがそれを見つけられないようにした。ピコは母親や血統とのつながりがあるため、ハワイ人にとって神聖であると見なされていたのである。

## 参照項目
- ヒロの観光